# Narragodes gyda
Narragodes gyda là một loài bướm đêm trong họ Geometridae.